# Aanval op toeristenkonvooi in Jemen op 18 januari 2008
Op 18 januari 2008 werd een konvooi van Belgische toeristen aangevallen in de woestijnvallei van Wadi Dawan in de Jemenitische provincie Hadramaut.
Het konvooi van vier jeeps met vijftien toeristen was onderweg naar Shibam, de hoofdstad van de provincie, toen gewapende mannen in een hinderlaag het vuur openden op het konvooi. Twee Vlaamse vrouwen en een Jemenitische gids kwamen om bij de aanval. Een Vlaamse man raakte zwaargewond. Ook een Jemenitische chauffeur raakte zwaargewond en overleed enkele dagen na de aanval. De daders, die volgens de autoriteiten moslimextremisten waren, vluchtten weg in de woestijn.
De Jemenitische overheid legde de schuld van de aanval bij de terroristische organisatie Al Qaida, omdat het in de dagen ervoor dreigementen had gemaakt en geëist had gevangenen vrij te laten. Het reisbureau van de toeristen zei niet op de hoogte geweest te zijn van de dreigementen. De Belgische eerste minister Guy Verhofstadt reageerde geschokt op de aanval en noemde de feiten "dramatisch en onaanvaardbaar". Karel De Gucht, minister van Buitenlandse Zaken, verklaarde dat het niet zeker was dat Al Qaida daadwerkelijk achter de aanval zat en hield rekening met meerdere pistes.
Een dag na de aanval werden de overlevende toeristen naar België gerepatrieerd. De zwaargewonde man, die kogels in de buik had gekregen, was in Jemen achtergebleven, en werd de dag erop naar België overgevlogen. Ook de lichamen van de twee overleden vrouwen werden die dag naar België teruggebracht.
In de dagen na de aanval verrichtten de Jemenitische autoriteiten een aantal arrestaties, waarbij volgens hen de vermoedelijke daders gevat waren. De Jemenitische krant Al Wasit verklaarde dat een man telefonisch de aanval had opgeëist voor Al Qaida, maar dit bericht verscheen niet op de websites waarmee de terroristische organisatie normaal gezien aanslagen opeiste. Uiteindelijk eiste de Jemenitische tak van Al Qaida, de "Jund Al-Jemen Brigades", in februari toch de aanval op. Zij waren in 2007 ook verantwoordelijk voor een aanslag op Spaanse toeristen.
In juli 2009 kregen zes terroristen de doodstraf voor verschillende aanslagen, waaronder de aanslag op de Belgische toeristen. Tien medeplichtigen kregen gevangenisstraffen tot vijftien jaar.